# Várong, Tolna
Várong  este un sat în districtul Dombóvár, județul Tolna, Ungaria, având o populație de 160 de locuitori (2011). 

## Demografie
Componența etnică a satului Várong
     Maghiari (97,2%)
     Germani (2,8%)
Componența confesională a satului Várong
     Romano-catolici (45%)
     Fără religie (15%)
     Reformați (10%)
     Necunoscută (30%)
Conform recensământului din 2011, satul Várong avea 160 de locuitori. Din punct de vedere etnic, majoritatea locuitorilor (97,2%) erau maghiari, cu o minoritate de germani (2,8%). Nu există o religie majoritară, locuitorii fiind romano-catolici (45,0%), persoane fără religie (15,0%) și reformați (10,0%). Pentru 30,0% din locuitori nu este cunoscută apartenența confesională.